# كورتني فيلز
كورتني فيلز (بالإنجليزية: Courtney Fells)‏ مواليد 20 سبتمبر 1986 في شانون، هو لاعب كرة سلة أمريكي. بدأ مسيرته الاحترافية في سنة 2009. يلعب مع أتلتيكوس دي سان جرمان في دوري بورتوريكو لكرة السلة. يحمل الرقم 45. يبلغ طوله 6 قدم 5 بوصة (2.0 م).

## المسيرة الاحترافية
لعب مع نادي ليماسول لكرة السلة في موسم 2009–2010، ثم لعب مع تي إن تي كاتروبا في سنة 2013، ثم لعب مع أوشاك سبورتيف في الدوري التركي في موسم 2014–2015، ثم لعب مع نادي سان لورينزو في الدوري الأرجنتيني في سنة 2015.

## روابط خارجية
- كورتني فيلز على موقع كرة السلة الأوروبية.كوم (الإنجليزية)
- كورتني فيلز على موقع كلية كرة السلة في سبورتس رفرنس.كوم (الإنجليزية)
- كورتني فيلز على موقع ريلجم (الإنجليزية)
- كورتني فيلز على موقع بروبوليرز (الإنجليزية)
- كورتني فيلز على موقع سبورتس رفرنس (الإنجليزية)
- كورتني فيلز على موقع سبورتس رفرنس (الإنجليزية)